# Athyrium hainanense
Athyrium hainanense är en majbräkenväxtart som beskrevs av Ren-Chang Ching. Athyrium hainanense ingår i släktet Athyrium och familjen Athyriaceae. Inga underarter finns listade.